# Villebret
Villebret település Franciaországban, Allier megyében. Lakosainak száma 1333 fő (2022. január 1.). Villebret Arpheuilles-Saint-Priest, Durdat-Larequille, Lavault-Sainte-Anne, Lignerolles, Néris-les-Bains és Saint-Genest községekkel határos.

## Népesség
A település népessége az elmúlt években az alábbi módon változott:
| Lakosok száma | 479  | 696  | 865  | 1220 | 1305 | 1323 | 1316 | 1322 | 1330 | 1333 |
|               | 1968 | 1982 | 1990 | 2006 | 2013 | 2015 | 2017 | 2019 | 2020 | 2022 |